# Léon Turcat
Pour les articles homonymes, voir Turcat.
Léon Turcat né le 7 décembre 1874 à Marseille et mort dans la même ville le 13 février 1965 est un industriel français, fondateur en 1899 de l'entreprise d'automobile Turcat-Méry avec son beau-frère Simon Méry.
Cette société fabrique sur des terrains situés boulevard Michelet, à l'emplacement de l'actuel stade vélodrome, des voitures de grande qualité qui remportent de nombreuses cours automobiles.
Pendant la guerre de 1914-1918, l'usine fabrique des camions et des obus.
Après l'armistice, la reconversion est difficile et Léon Turcat perd le contrôle de la société en 1920. Les Turcat-Méry, objets de luxe et de perfection, sont dépassés par l'apparition des voitures populaires comme la Citroën 5 CV et la société ferme en 1929.
Le célèbre pilote d'essais André Turcat, responsable des essais en vol du Concorde, est son neveu.